# Aage Brandt (skuespiller)
 Der er flere personer med dette navn, se Aage Brandt.
Aage Martin Brandt (født 13. november 1884 i København, død 19. januar 1970) var en dansk skuespiller, manuskriptforfatter og filminstruktør.
Han optrådte på en række danske teatre: Frederiksberg Teater (1906-11), Casino (1911), Centralteatret (1912), Dagmarteatret, Odense Teater (1924-27), Betty Nansen Teatret.
Han filmdebuterede i 1908 hos Nordisk Film og arbejdede senere også som både manuskriptforfatter og filminstruktør hos Biorama i perioden 1911-18. Senere blev han en meget brugt radioskuespiller.

## Filmografi

### Som skuespiller

#### Stumfilm
- Godsejerens Barnebarn (som godsinspektøren; instruktør Viggo Larsen, 1908)
- Barnet som Velgører (som værtshusgæst; instruktør Viggo Larsen, 1909)
- Anarkister ombord (instruktør Viggo Larsen, 1909)
- Arvingen til Kragsholm (instruktør Viggo Larsen, 1909)
- Faderen (instruktør Viggo Larsen, 1909)
- Droske 519 (instruktør Viggo Larsen, 1909)
- Gøngehøvdingen (som Tam; instruktør Carl Alstrup, 1909)
- Den vanartede Søn (instruktør Viggo Larsen, 1909)
- Den store Gevinst (ukendt instruktør, 1909)
- Dr. Nikola III (instruktør Viggo Larsen, 1909)
- Museumsmysteriet (ukendt instruktør, 1909}
- Rivaler (ukendt instruktør, 1910)
- Duellen (instruktør Viggo Larsen, 1910)
- Den hvide Slavehandels sidste Offer (instruktør August Blom, 1911)
- Hovmod staar for Fald (som Frantz, tjener hos Blacks; instruktør Søren Nielsen, 1911)
- Det store Fald (som Ludvig Hansen, Elses forlovede; instruktør Christian L. Larsen, 1911)
- Lersøens Konge (som "Aben"; ukendt instruktør, 1911)
- Frelserpigen (som Isack Mayer, jøde, husvært og knejpevært; ukendt instruktør, 1911)
- Københavnerliv (som Skram; ukendt instruktør, 1911)
- Christian Schrøder i Panoptikon (ukendt instruktør, 1911)
- Storstadens Hyæne (som "Støvleskaft"; instruktør Knud Lumbye, 1912)
- Gaardmandsdatteren (som Mikkel, i tjeneste på gården; ukendt instruktør, 1912)
- Lumpacivagabundus (som Aaron, en jøde; ukendt instruktør, 1912)
- Pigernes Jenser (som Nr. 47, assistent Petersen; ukendt instruktør, 1912)
- Naboerne (som Pedersen, skrædder; ukendt instruktør, 1912)
- Gøglerens Elskov (som Pedro Gornez, artist; ukendt instruktør, eget manuskript; 1912)
- Forstærkningsmanden (som Nr. 612, Kragh af 1. regiment; instruktør H.O. Carlsson, 1912)
- Frelst fra Forbrydelsens Vej (som Frantzen, skomager; ukendt instruktør, 1913)
- Manden fra Mørket (som Von Strahlenheim, Volyniens udsending; ukendt instruktør, 1913)
- Krigens Ofre (som den gamle bonde; ukendt instruktør; 1914)
- Mysteriet Blackville (som Tateren; egen instruktion + manuskript; 1917)
- Klør Dame (som Luigi Servero, en italiener; ukendt instruktør, 1918)
- Manden med Klumpfoden (som Long; ukendt instruktør)

#### Tonefilm
- Det bødes der for (som Øberg, Martins kollega; instruktør Emanuel Gregers, 1944)
- For frihed og ret (instruktør Svend Methling, 1949)

### Som manuskriptforfatter
- Præsidentens Fald (egen instruktion)
- Kains Slægt (ukendt instruktør)
- Die Rose der Wildnis (instruktør Walter Schmidthässler, 1918; Tyskland)
- Kokain-Rusen (instruktør Carl Alstrup, 1925)
- Skyldig – ikke skyldig (egen instruktion; 1915)
- Den moderne Messalina (ukendt instruktør, 1914)
- Gøglerens Elskov (ukendt instruktør, 1912)
- Det røde Rusland (ukendt instruktør, 1912)
- Dødsvarslet (egen instruktion; 1912)
- Mysteriet Blackville (egen instruktion; 1917)

### Som instruktør
- Præsidentens Fald
- Elverhøj (instruktør Sigurd Lomholt + egen instruktion; 1917)
- Karfunkeldronningen (1916)
- Guldets Magt (1916)
- Skyldig – ikke skyldig (1915)
- Borgens Hemmelighed (1913)
- Skæbnens Dom (1915)
- Dødsvarslet (1912)
- Mysteriet Blackville (1917)
- Den sorte Kat (1918)